# Doppelter Härtling
Der Doppelte Härtling, auch als Härtling bezeichnet, ist eine alte Apfelsorte. Er wurde 1889 erstmals von Engelbrecht beschrieben und wird heute in Nordrhein-Westfalen als Obstsorte für Streuobstwiesen empfohlen. Er steht seit Mai 1999 im Blatt für Sortenwesen des Bundessortenamtes.

## Baum
Der Baum ist mittelstark wachsend und bildet große pyramidale Kronen. Die Blüte ist mittelfrüh, diploid und deshalb ein guter Befruchter. Er stellt keine besonderen Ansprüche an Boden und Lage.

## Frucht
Die Frucht ist mittelgroß, breit abgerundet kegelförmig oder breitrund, zum Kelch hin verjüngt. Im Querschnitt unregelmäßig rund, oder leicht rundlich-kantig. Die Grundfarbe der Schale ist nach der Ernte gelblich grün, nach Lagerung trüb gelb. Die Deckfarbe ist zinnoberrot, dunkelrot bis bräunlich rot. Die Art der Färbung ist kurz gestreift oder auch marmoriert und wie getuscht. Die Schale ist glatt, nach Lagerung auch fettig. Das Fruchtfleisch ist gelblich bis grüngelblichweiß, etwas grobzellig, gelagert bald mehlig. Der Geschmack ist süßlich, ohne Säure und mit geringem Saftgehalt, ohne besonderes Aroma.

## Nutzung
Der Doppelte Härtling wird etwa Mitte September pflückreif. Dieser große Wirtschaftsapfel mit hohem Ertrag wird zur Herstellung von „feinem, süßen Apfelkraut“ im Bergischen Land verwendet.